# The Call (Band)
The Call war eine US-amerikanische Rockband, die 1980 in San Francisco, Kalifornien, gegründet wurde.

## Geschichte
Von Anfang an wirkten auf ihren Langspielplatten immer wieder berühmte Gastmusiker mit. So sang Bono von U2 auf dem 1990er-Album Red Moon im Background und bereits 1986 waren Jim Kerr von den Simple Minds und Peter Gabriel auf der LP Reconciled zu hören. Garth Hudson, Organist und Saxofonist der Formation The Band, war auf den ersten drei Alben als Keyboarder im Einsatz.
Der Sänger Michael Been spielte immer mal wieder Nebenrollen in Spielfilmen, u. a. in Martin Scorseses kontroversem Die letzte Versuchung Christi den Apostel Johannes. Sein Sohn Robert Levon Been ist Mitbegründer und Frontmann der Alternative-Rock-Band Black Rebel Motorcycle Club.
The Call löste sich 2000 auf. Michael Been starb am 19. August 2010 während des belgischen Musik-Festivals Pukkelpop an einem Herzinfarkt.

## Mitglieder
- Michael Been – Bass, Leadgesang
- Scott Musick – Schlagzeug, Gesang
- Tom Ferrier – Gitarre, Gesang
- Jim Goodwin – Keyboard, Gesang
- Garth Hudson – Synthesizer, Klavier, Saxophon  (nur auf den ersten 3 Alben)

## Diskografie

### Alben
- 1982: The Call
- 1983: Modern Romans
- 1984: Scene Beyond Dreams
- 1986: Reconciled
- 1987: Into the Woods
- 1989: Let the Day Begin
- 1990: Red Moon
- 1997: To Heaven and Back
- 1997: The Best of the Call
- 2000: Live Under the Red Moon
- 2014: A Tribute to Michael Been

### Kompilationen
- 1991: The Walls Came Down: The Best of the Mercury Years
- 1997: The Best of the Call (14 Tracks)
- 2000: The Best of the Call (12 Tracks)
- 2019: Collected

### Singles
- 1982: War Weary World
- 1982: There’s a Heart Here
- 1982: The Walls Came Down
- 1983: Time of Your Life
- 1984: Heavy Hand
- 1984: Scene Beyond Dreams
- 1986: Everywhere I Go
- 1986: I Still Believe (Great Design)
- 1986: Oklahoma
- 1987: I Don’t Wanna
- 1987: Walk Walk
- 1987: In the River
- 1989: You Run
- 1989: Let the Day Begin